# Sklon Otkrytij
Sklon Otkrytij (englische Transkription von russisch Склон Открытий Sklon Otkryti, deutsch ‚Entdeckungshang‘) ist ein Gletscherhang im ostantarktischen Coatsland. In der Shackleton Range liegt er nördlich des Nunatak Malyj im Gebiet des Recovery-Gletschers.
Russische Wissenschaftler benannten ihn. 